# Monumento a los enamorados (Córdoba)
El monumento a los Enamorados o monumento a los Amantes es un monumento situado en Córdoba (España), inaugurado en 1971 en memoria del amor entre el poeta Ibn Zaydun y la poeta y princesa Wallada. Vivieron, aproximadamente, en la misma época de los Infantes de Lara, pero son conocidos principalmente por su poesía amorosa. El monumento es un templete formado por cuatro columnas sin basa, tejadillo y un pedestal con dos manos.
La poesía, en esta época, estaba escrita en árabe clásico y mantenía temas primitivos. Pero en al-Ándalus, concretamente en el área de Córdoba, tuvo lugar una innovación poética. Aquí surgieron dos formas métricas nuevas que, aunque estén relacionadas, son distintas: el zéjel y la moaxaja. Las moaxajas más antiguas que se conservan son del siglo XI y los tratadistas árabes nos dicen que fueron inventadas en el 900 por un poeta de Cabra, identificado como Ben Mocadem.

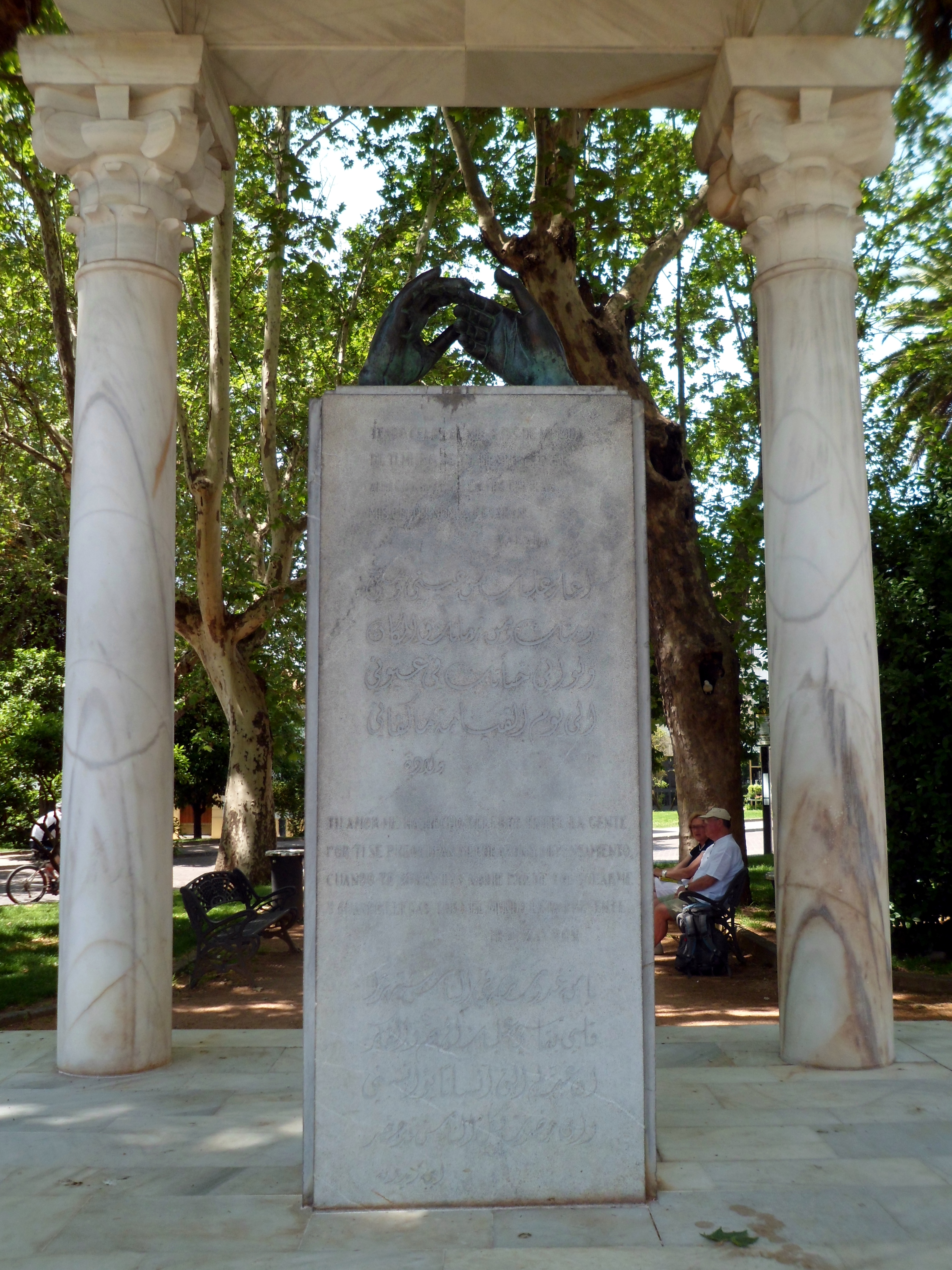
Monumento a los enamorados

Ibn Zaydun murió en Sevilla exiliado a causa de sus pasiones, enamorado de la princesa y poetisa Wallada, arrastró su amor apasionado por los jardines de Córdoba, que se llenaron de sus besos y sus poemas. Cuando Wallada lo abandonó, eligiendo en su lugar a otro, Zaydun, desesperado, le escribió una carta al preferido como si se la escribiera a la princesa. Wallada, indignada, insultó al poeta, lo llamó degenerado, adúltero, ladrón… Ibn Zaydun no tuvo más remedio que irse de Córdoba.
El monumento forma parte del centro histórico de Córdoba que fue declarado Patrimonio de la Humanidad por la Unesco en 1994.

## Inscripciones
Como recuerdo de este amor perdido, pueden leerse en el mármol del monumento dos poemas de cada poeta, cuyos versos aparecen en castellano y árabe:

Tengo celos de mis ojos, de mí toda,
de ti mismo, de tu tiempo y lugar.
Aún grabado tú en mis pupilas,
mis celos nunca cesarán...
Wallada

Tu amor me ha hecho célebre entre la gente.
Por ti se preocupan mi corazón y pensamiento.
Cuando tú te ausentas nadie puede consolarme.
Y cuando llegas todo el mundo está presente.
Ibn Zaydun